# Ростан, Эдмон
Эдмо́н Роста́н (фр. Edmond Eugène Alexis Rostand; 1 апреля 1868, Марсель, Франция — 2 декабря 1918, Париж, Франция) — французский поэт и драматург неоромантического направления.

## Биография и семья
Внук Алексиса-Жозефа Ростана (фр. Alexis-Joseph Rostand), мэра Марселя в 1830—1832 годах. Родился 1 апреля 1868 года в Марселе (Франция). Детство прошло в Марселе.

«В гостеприимном доме родителей будущего поэта часто собирались представители местной интеллигенции. Здесь бывали знаменитые тогда поэты Мистраль и Обанель, мечтавшие о возрождении древней провансальской культуры. В доме постоянно разгорались споры о литературе Прованса».— Ал-ндр Михайлов. 
Драматургия Эдмона Ростана
После переезда семьи в Париж ребёнка отдали учиться в коллеж Станислава на адвоката. Но уже в коллеже Эдмон Ростан, увлекавшийся пьесами Виктора Гюго и Альфреда де Мюссе, решил стать драматургом.

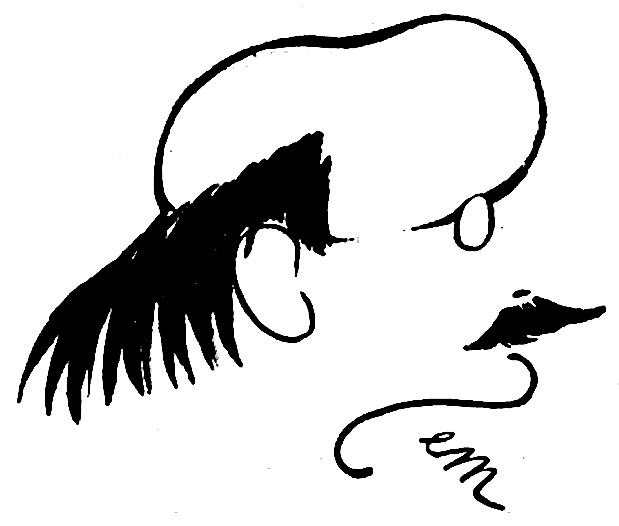
Карикатура

«По окончании коллежа Ростан остался в Париже. Благосостояние семьи позволило ему вести жизнь светского денди, посещать литературные салоны и художественные выставки, всецело посвятить себя литературе. […] В пору своих первых литературных успехов Ростан познакомился с молодой поэтессой Роземондой Жерар, несколько экзальтированной и романтически настроенной красавицей, которая стала его женой. Отныне Роземонда принимала участие во всех творческих делах Ростана, её пленительные черты можно различить в героинях его произведений, ей он посвятил свою пьесу „Принцесса Грёза“. Роземонда стала его музой, вдохновительницей его книг, первым их пристрастным судьёй. […] Эдмон и Роземонда обменивались пылкими любовными посланиями, охотно читали их в салонах, вписывали в альбомы друзей. Здесь многое было от позы, многое — данью моде или стремлением к популярности. Но, несомненно, поэт был искренен в своих стихах, обращённых к жене, ибо искренность в любви ценилась им очень высоко, и ею он наделил всех своих героев».— Ал-ндр Михайлов. 
Драматургия Эдмона Ростана
Первый настоящий успех пришёл к Эдмону Ростану в 1894 году после постановки его комедии «Романтики» на сцене парижского театра «Комеди Франсез». Ещё большую славу и деньги принесла Ростану постановка пьесы «Сирано де Бержерак» в декабре 1897 года.
Эдмон Ростан «поселился в роскошном особняке в центре Парижа, устраивал домашние концерты и великосветские приемы, собирал произведения искусства, путешествовал, построил виллу в Пиренеях (вилла Арнага). Он стал модной знаменитостью». (А. Михайлов, «Драматургия Эдмона Ростана»).
17 мая 1901 года Эдмон Ростан был избран во Французскую академию вместо покойного драматурга А. де Борнье, а торжественное вступление драматурга в «сонм бессмертных» состоялось 4 июня 1903 года. По традиции как вновь избранный академик Ростан произнёс речь, содержание которой тематически группировалось вокруг личности и творчества писателя, чье место (№ 13) он занял. Это выступление расценивается как своеобразный манифест не только Ростана, но и неоромантизма. «Бывают слова, которые для объединённых вместе людей звучат как молитвы; бывают потрясения, охватывающие сразу тех, кто равен победе; и вот почему ветер, который исходит из светлой и голубоватой глубины сцены, может заставить затрепетать знамёна… Нужно реабилитировать страсть… Нужен жанр, поэтический и даже героический».
Скончался 2 декабря 1918 года в Париже от испанского гриппа во время пандемии этой болезни. Похоронен в Марселе на кладбище Святого Петра.
Его сын Жан Ростан стал известным биологом.

## Произведения

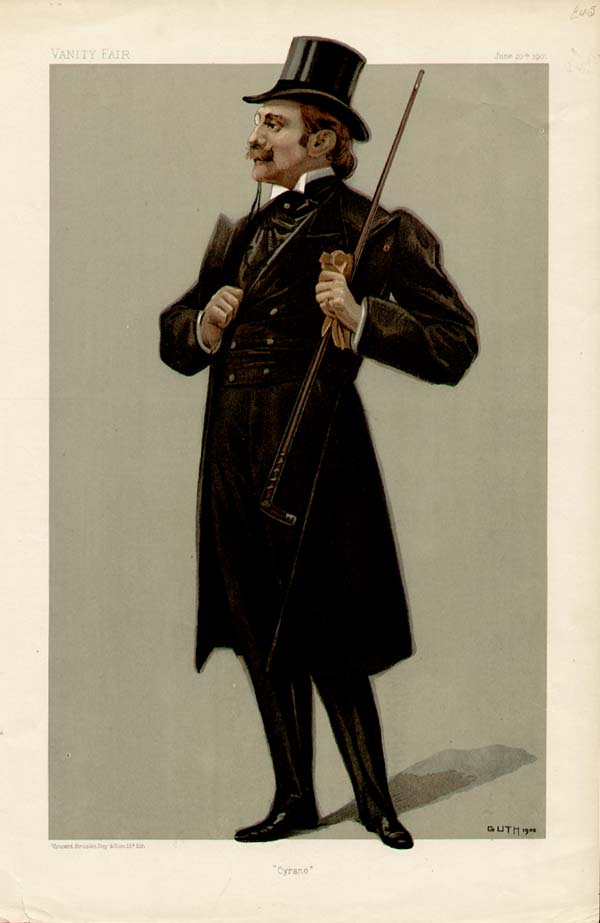
Портрет Ростана работы худ. Жана Батиста Гута

- «Красная перчатка» (1888). Водевиль.
- «Шалости музы» (1890). Поэзия.
- «Ода музыке» (1890). Поэзия.
- «Два Пьеро, или Белый ужин» (1890). «Комедия в стихах для поднятия занавеса», 1 акт.
- «Романтики» (1894). Комедия, 3 акта.
- «Принцесса Грёза» (1895). 4 акта.
- «Сирано де Бержерак» (1897). Героическая комедия, 5 актов.
- «Орлёнок»[фр.] (1900). Драма, 6 актов
- «Шантеклер» (Певец зари) (1904). Драма, 4 акта.
- «Самаритянка» (1894). Пьеса по библейскому сюжету, 3 акта.
- «Последняя ночь Дон Жуана», пьеса. (1911—1914; опубл. 1921).
- «Полёт марсельезы» (1915). Стихи о войне.

## Постановки
На основе комедии «Романтики» в 1960 году в США был поставлен офф-бродвейский мюзикл «Фантастикс».
В XX веке по пьесе «Сирано де Бержерак» было поставлено по меньшей мере девять фильмов, в XXI — два фильма.

## Известность в России

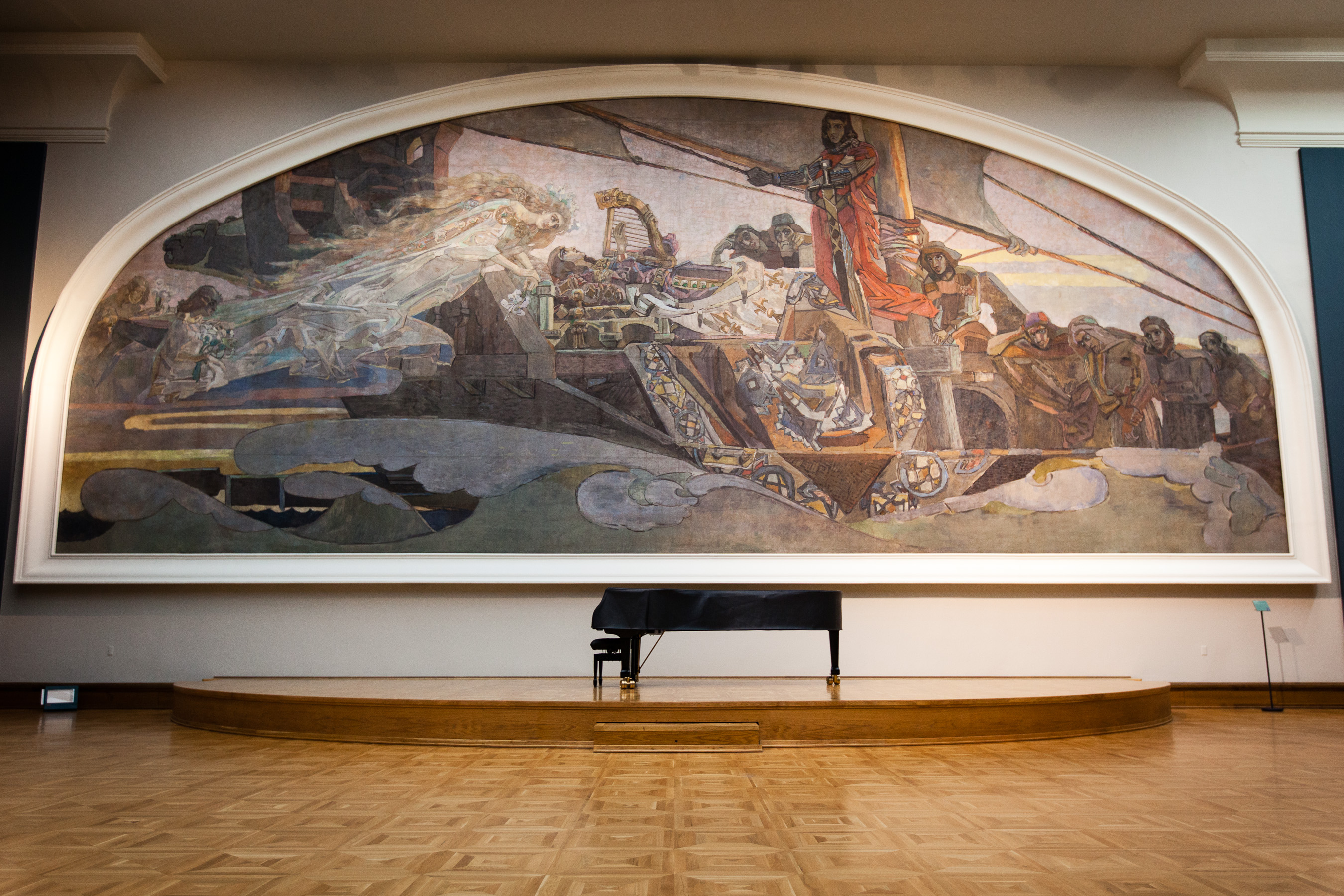
Врубель М. А. Принцесса Грёза. 1896. Третьяковская галерея, Москва.

В России среди его произведений особенно известны драмы «Принцесса Грёза» («La Princesse lointaine») и «Сирано де Бержерак» («Cyrano de Bergerac»), обе переведены Татьяной Щепкиной-Куперник. Писателю давались зачастую противоположные оценки. Так, «Принцесса Грёза» вызвала, с одной стороны, резкую отповедь К. С. Станиславского: «Много видел на свете, но такой мерзости видеть не приходилось», а с другой — восторженный отзыв М. Горького. Высоко оценил Горький и героическую комедию «Сирано де Бержерак». В статье 1900 года, специально посвящённой этому произведению, Горький объясняет название своей пьесы «Дети Солнца». В письме к А. П. Чехову Горький отмечал: «Вот как надо жить — как Сирано».
В 1896 году С. Ю. Витте для Всероссийской художественно-промышленной выставки в Нижнем Новгороде заказал Михаилу Врубелю картину «Принцесса Грёза», которая в настоящее время экспонируется в зале Врубеля в Третьяковской галерее. В 1899—1903 годах по эскизу Врубеля и при его участии было выполнено майоликовое панно «Принцесса Грёза» на фасаде гостиницы Метрополь в Москве. В 1900 году была поставлена лирическая опера Ю. И. Блейхмана «Принцесса Грёза».
В 1914 году в России было издано полное собрание сочинений Ростана; впоследствии большинство пьес не переиздавалось на русском языке.